# Kelley Cain
Kelley Lynn Cain (Stone Mountain, 16 maggio 1989) è una cestista statunitense, professionista nella WNBA.
Centro di 198 cm, ha giocato in Serie A1 con Priolo.

## Carriera

### Nei club
Diplomata alla Saint Pius X High School, si è laureata nel 2011 alla University of Tennessee. Dopo un ultimo anno segnato dagli infortuni, nel 2011-2012 ha giocato nel campionato turco, con la Güre Belediye di Smirne, per poi essere selezionata al Draft WNBA 2012 dalle New York Liberty. Nel 2012-2013 è ingaggiata dalla Trogylos Priolo.

### In Nazionale
Ha vinto il Campionato americano Under-18 con la Nazionale statunitense nel 2006.

## Statistiche

### Presenze e punti nei club
Dati aggiornati al 30 giugno 2013
| Stagione        | Squadra            | Competizione | Partite | Partite | Partite | Statistiche tiro | Statistiche tiro | Statistiche tiro | Altre statistiche | Altre statistiche | Altre statistiche | Altre statistiche | Altre statistiche |
| Stagione        | Squadra            | Competizione | Pres.   | Titol.  | Minuti  | Tiri da 2        | Tiri da 3        | Liberi           | Rimb.             | Assist            | Rubate            | Stopp.            | Punti             |
| --------------- | ------------------ | ------------ | ------- | ------- | ------- | ---------------- | ---------------- | ---------------- | ----------------- | ----------------- | ----------------- | ----------------- | ----------------- |
| 2012            | New York Liberty   | WNBA         | 20      | 0       | 136     | 8/18             | 0                | 7/11             | 30                | 2                 | 2                 | 4                 | 23                |
| 2012-2013       | Isab Energy Priolo | Serie A1     | 18      | 17      | 494     | 75/132           | 0                | 28/46            | 167               | 6                 | 21                | 20                | 178               |
| Totale carriera |                    |              |         |         |         |                  |                  |                  |                   |                   |                   |                   |                   |

## Palmarès
- Campionato americano Under-18: 1
Nazionale statunitense: 2006